# 辻本知彦
辻󠄀本 知彦（つじもと ともひこ、1977年12月10日 - ）は、大阪府吹田市出身の男性ダンサー、振付師。大阪ダンス＆アクターズ専門学校卒業。

## 来歴
- 1995年、18歳でダンスをはじめる。
- 1998年、20歳で倍率100倍を勝ち抜き、オリエンタルランドに入社して東京ディズニーランドのパレードダンサーになる。
- 2004年、金森穣主宰Noism04に所属。
- 2007年、シルク・ドゥ・ソレイユにて日本人男性ダンサーとして初めて起用される。
- 2011年-2014年、シルク・ドゥ・ソレイユ『マイケル・ジャクソン：ザ・イモータル・ワールドツアー』27カ国485公演を成功させる。
- 2015年
  - 蜷川幸雄演出『青い種子は太陽のなかにある』Bunkamura オーチャードホール【出演/振付】
  - アートディレクション 新上裕也 ビジュアルアートディレクター清川あさみ『GABBY』【出演/振付】
  - 大澄賢也演出『THE SHOW INFECTED“CONNECTION”』 銀河劇場【出演】
  - プレミアム・ダンス・ガラ 『透き通った夢』 出演 白河直子 【出演/振付】
  - Janet Jackson – BURNITUP! Feat. Missy Elliott (Japanese dance Video)【出演】
- 2016年
  - 米津玄師『LOSER』MusicVideo 【振付】
  - 紅白歌合戦　郷ひろみ『言えないよ』土屋太鳳コラボ　【ダンス指導/振付】
  - Sia『Alive』日本版 MusicVideo 土屋太鳳【ダンス指導/振付】
  - 日本テレビスペシャルドラマ 堤幸彦『刑事バレリーノ』中島裕翔【ダンス指導/振付】
  - カルティエ ディナーショウ「I COULD NEVER BE A DANCER」【出演】
  - 冨田勲×初音ミク『ドクター・コッペリウス』【振付】
  - 『BLUE VOL.04』～綴～、BLUE TOKYO、青森大学新体操部、青森山田高校新体操部、BLUE TOKYO KIDS【脚本/演出/振付】
- 2017年
  - 第68回NHK紅白歌合戦　平井堅　『ノンフィクション』　ダンサー大前光市【振付】
  - MONDO GROSSO 『春はトワに目覚める』（出演：菅原小春）MusicVideo【振付】
  - 土屋太鳳写真集 『初戀』【演出】
  - AKB48感謝祭ランクインコンサート  幕張メッセ『恋を語る詩人になれなくて…』須田亜香里 【振付】
  - MIWA 『We are the light』MusicVideo【振付】
  - Vocaloid live Concert 『三月雨』中国ボーカロイド・洛天依（ルオ・ティエンイ）【振付】
  - NHK大河ファンタジー  精霊の守り人 神楽の舞【出演】
  - 舞台『素晴らしい偶然を集めて』 森山未來出演　【演出/出演】
  - 資生堂エリクシール ルフレ ウェブCM「That'sファースト エイジングケア」（出演：吉岡里帆）【振付】
  - DADAREY 『WOMAN WOMAN』MusicVideo 【振付】
  - NHK技研 120Hz 8K SHV スーパーハイビジョンカメラ ダンスムービー【振付】
  - NTTドコモ テレビCM 『ForONEs 2017』 【出演】
- 2018年
  - 日本武道館「米津玄師 2018 LIVE / Fogbound」GUEST出演
  - アーティスト清川あさみ個展「ADASTRIA 美女採集 by ASAMI KIYOKAWA」菅原小春×辻本知彦 【出演】
  - 島地保武 新ユニット「からだ」、第1回公演「あし」【振付／出演】
  - THE SUPER TOUR OF MISIA 「Girls just wanna have fun」【振付】
  - 保険見直し本舗 テレビCM（出演：亀梨和也）【振付】
  - 冨田勲×辻󠄀本知彦、TOMITA幻のシンセサイザー作品（コムポジションー習作）『愛』MusicVideo 【振付】
  - エクリア ウェブCM「しなやかなヒト」篇（出演：新井貴子）【振付】
  - 仕立て屋"見習い"のサーカス 公演  【出演】
  - RADWIMPS 『カタルシスト』  MusicVideo【振付】
  - MAN WITH A MISSION 『2045』MusicVideo【振付】
  - NHK 2020応援ソングプロジェクト『パプリカ』（作詞作曲・プロデュース：米津玄師、歌：Foorin、振付：辻本知彦 & 菅原小春）
  - NHK Eテレ「5分番組」【出演】
  - STU48 『風を待つ』MusicVideo【振付】
  - 米津玄師『Lemon』紅白歌合戦　出演：菅原小春　【振付】
  - 米津玄師『Flamingo』【振付】
- 2019年
  - 米津玄師 『2019 TOUR / 脊椎がオパールになる頃』【振付】
  - ポカリスエット CM 『ポカリ青ダンス 魂の叫び』 【振付】
  - 舞台「銀牙 -流れ星 銀-」〜絆編〜 【振付】
  - 学校法人滋慶学園グループ  名誉教育顧問
  - 一般財団法人mudef  理事
  - 道の駅 伊豆ゲートウェイ函南地域プロモーション総合プロデューサー
- 2020年
  - STU48 『無謀な夢は覚めることがない』MusicVideo【振付】
  - 米津玄師『感電』【振付】
  - 舞台「銀牙 -流れ星 銀-」〜牙城決戦編〜 【振付】

## 振り付け

### ミュージックビデオ
- Sia 『アライヴ feat. 土屋太鳳』
- 米津玄師 『LOSER』
- MONDO GROSSO 『春はトワに目覚める』
- DADARAY 『WOMAN WOMAN』
- miwa 『We are the light』
- RADWIMPS 『カタルシスト』
- 冨田勲×辻󠄀本知彦 『愛』
- DAOKO×米津玄師 『打上花火』MUSIC VIDEO Choreograph by辻󠄀本知彦
- MAN WITH A MISSION 『2045』
- 米津玄師 『Flamingo』

### CM
- Mobil 『You are the 1.』 森山未來
- 資生堂 『エリクシール ルフレ』 吉岡里帆
- エクリア ブランドCM 『しなやかなヒト』篇 新井貴子
- ポカリスエットCM    『ポカリ青ダンス 魂の叫び』

## その他

### ドキュメンタリー
- SWITCHインタビュー 達人達「辻本知彦×松浦美穂」（2021年6月5日、NHK Eテレ）[1]
- 情熱大陸